# Евн
Евн (лат. Eunus, ? — 132 г. до н. э.) — раб из Апамеи в Сирии, стал лидером первого сицилийского восстания рабов в 135—132 годах до н. э. Евн занял видное положение в движении благодаря своей репутации чудотворца и пророка. Он утверждал, что получает видения от богини Атаргатис. Одно из его пророческих предсказаний было то, что восставшие рабы успешно захватят город Энна.
Евн участвовал в штурме Энны. Диодор Сицилийский рассказывал, что вождь рабов стоял в первых рядах штурмующих, пуская огонь изо рта. По захвате Энны Евн был коронован. Он носил тиару и другие царские знаки отличия. Впоследствии он взял себе имя Антиох, которое носили сирийские цари из династии Селевкидов, и назвал своих последователей, насчитывавших около 70 тысяч человек, «сирийцами». Евн хотел освободиться от римского гнёта и отомстить за жестокое обращение со стороны рабовладельцев. Тем не менее, он не заботится об отмене рабства, были освобождены только участники восстания.
Его армия потерпела поражение от римского консула Публия Рупилия. Евн был взят в плен и вскоре умер от болезни, по словам Плутарха в Риме, а согласно Диодору Сицилийскому — в сицилийском городе Моргантина.
Археологи нашли небольшую бронзовую монету, отчеканенную в Энне, на которой нанесена надпись «Царь Антиох». Вполне вероятно, что этим Антиохом являлся Евн.